# اینترسیستمز
اینترسیستمز (انگلیسی: InterSystems) شرکت نرم‌افزار آمریکایی است، که در سال ۱۹۷۸ تأسیس شد.